# Alexandru Aciu
Alexandru Aciu (n. 16 septembrie 1875, Măeriște, comitatul Sălaj, Regatul Ungariei – d. 1954, Cluj, RPR) a fost un deputat în Marea Adunare Națională de la Alba Iulia, organismul legislativ reprezentativ al „tuturor românilor din Transilvania, Banat și Țara Ungurească”, cel care a adoptat hotărârea privind Unirea Transilvaniei cu România, la 1 decembrie 1918.

## Biografie
Școala primară o termină în Măeriște, iar liceul la Șimleul Silvaniei și Oradea după care urmează Facultatea de Drept de la Cluj. Până în 1914 a fost avocat în localitatea Tășnad, comitatul Sătmar. Activează în domeniul cultural și național în Șimleu Silvaniei, unde ia parte și la organizarea consiliilor și gărzilor naționale. După 1918 a fost director al Băncii Silvania, apoi notar public la Cluj. Între anii 1924-1937 a fost proprietar și director responsabil al "Gazetei de Duminecă", care apărea la Șimleu Silvaniei. În 1940 a fost expulzat de către autoritățile hortiste, ocupând un post de notar în localitatea Ineu, județul Arad.